# Хронологија Народноослободилачке борбе фебруар 1943.
Хронолошки преглед важнијих догађаја везаних за Народноослободилачку борбу народа Југославије, који су се десили током фебруара месеца 1943. године:
| ← јануар | ← јануар | ← јануар | ← јануар | ← јануар | ← јануар | ← јануар | Хронологија Народноослободилачке борбе у 1943. | Хронологија Народноослободилачке борбе у 1943. | Хронологија Народноослободилачке борбе у 1943. | Хронологија Народноослободилачке борбе у 1943. | Хронологија Народноослободилачке борбе у 1943. | Хронологија Народноослободилачке борбе у 1943. | Хронологија Народноослободилачке борбе у 1943. | Хронологија Народноослободилачке борбе у 1943. | Хронологија Народноослободилачке борбе у 1943. | Хронологија Народноослободилачке борбе у 1943. | Хронологија Народноослободилачке борбе у 1943. | Хронологија Народноослободилачке борбе у 1943. | Хронологија Народноослободилачке борбе у 1943. | Хронологија Народноослободилачке борбе у 1943. | март → | март → | март → | март → | март → | март → | март → |
| 1        | 2        | 3        | 4        | 5        | 6        | 7        | 8                                              | 9                                              | 10                                             | 11                                             | 12                                             | 13                                             | 14                                             | 15                                             | 16                                             | 17                                             | 18                                             | 19                                             | 20                                             | 21                                             | 22     | 23     | 24     | 25     | 26     | 27     | 28     |

### 1. фебруар
- У селу Старо Грацко, код Липљана италијански војници и албанска милиција су опколили једну кућу, у којој се налазила група од девет бораца Карадачког партизанског одреда. У овој борби је погинуло осам бораца из групе, а једна партизанка је била заробљена. Међу погинулима су били командант Одреда Александар Урдаревски (1920—1943) и политички комесар Одреда и члан Окружног комитета КПЈ за Косово и Метохију Војислав Лакчевић (1913—1943), народни хероји.[1][2][3]

### 3. фебруар
- У селу Суботинцу, код Алексинца одред Српске државне страже, посредством издаје Данила Ивковића Чола опколио шталу у којој се налазила група од десетак припадника Озренског партизанског одреда. Након опкољавања, група партизана је прихватила борбу и у њој је погинуло 10 партизана, док су двојица успела да побегну — Петар Божанић Душко и Драгољуб Петровић Тимошенко. Међу погинулим партизанима били су истакнути чланови КПЈ и руководиоци Озренског одреда — Војислав Ивковић, Радослав Ивковић, Миодраг Миловановић Фића, Синиша Милосављевић, Милорад Петровић Јанко, Раде Петровић, Слободан Стевановић, Драгиша Стошић, Радослав Филиповић и Момчило Поповић Озрен (1909—1943), који је после рата проглашен за народног хероја. Након убиства Немци су њихова мртва тела пренели у Алексинац, где су били изложени на градском тргу.[1][4]
- У близини села Дедник и Нареди, код Велике Лашче, Четврта словеначка ударна бригада водила борбу против италијанске колоне из 21. пука граничне страже, 31. батаљона црнокошуљаша и белогардиста. Након борбе која је трајала цео дан, бригада се због доласка појачања из Рибнице и снажне артиљеријске ватре повукла се на планину Мокрец. У току ове борбе погинуо је начелник Штаба Друге нотрањске оперативне зоне НОВ и ПО Словеније Здравко Јовановић (1909—1943), који је после рата проглашен за народног хероја.[5][6]

### 9. фебруар
- У Новом Саду, у кругу касарне у Футошкој улици, мађарске окупационе власти обесиле Светозара Марковића Тозу (1913—1943), организационог секретара Покрајинског комитета КПЈ за Војводину и покретача и уредника листова „Истина“ и „Слободна Војводина“. Он је био ухапшен 19. новембра 1942. године, када је мађарска полиција у Новом Саду открила базу илгалну ПК КПЈ, у којој је штампан лист „Слободна Војводина”. Заједно са Бранком Бајићем и Ћиром Шовљанским, Тоза је полицији пружио отпор, али је био теже рањен и заробљен, док су друга двојица погинула. Иако рањен у полицији је био мучен, а пошто ништа није желео да сарађује и никога да открије, био је осуђен на смрт. Још у току рата, 1944. године проглашен је за народног хероја.[1][7]

### 11. фебруар
- У Босанској Крупу, Немци и усташе обесиле омладинку Лепу Радић (1925—1943), чланицу партијског руководства КПЈ за Средњи Дубовик и активисткињу УСАОЈ-а. Она је предводила збег народа са Грмеча и Баније, који су Немци заробили 8. фебруара у близини Лушци Паланке. После тродневног злостављања, обешена је на једном багрему у близини железничке станице. Приликом вешања пркосила је окупатору узвикујући антифашистичке пароле и кличући партизанима и Црвеној армији. После рата је проглашена за народног хероја, а уз Бошка Буху била је једна од најмлађих народних хероја Југославије.[8][9]

### 13. фебруар
- У Имотском, по наређењу Врховног штаба НОВ и ПОЈ од Треће, Четврте и Пете далматинске бригаде формирана Прва далматинска дивизија. За командант дивизије именован је Вицко Крстуловић, а за политичког комесара Иван Кукоч. Формирањем Штаба дивизије престао је да постоји Штаб четврте оперативне зоне Главног штаба НОВ и ПО Хрватске. Услед претрпљених тешких губитака дивизија је била расформирана 12. априла 1943. године, а обновљена је 8. септембра исте године под називом Девета далматинска дивизија.[10]

### 16. фебруар
- У Неготинској улици (данас Улица Станислава Сремчевића) у Београду, у сукобу са агентима Специјалне полиције погинули Станислав Сремчевић (1910—1943), члан Покрајинског комитета КПЈ за Србију и Ђура Гајић, члан Месног комитета КПЈ за Београд. Издајом Мирка Стојановића, који је ухапшен дан раније, полиција им је поставила заседу на месту где су имали заказан састанак са Стојановићем. Након рата, Сремчевић је проглашен за народног хероја.[11]

### 27. фебруар
- У селу Вапи, код Чачка, припадници Српске државне страже открили илегално склониште у коме су била скривена четворица чланова Окружног комитета КПЈ за Чачак — Радослав Раде Минић (1910—1943) обућарски радник и секретар ОК КПЈ; Миодраг Мици Савић (1920—1943) машинбравар, Милорад Миле Станишић (1920—1943) студент технике и Момчило Вилимановић (1914—1943) студент права. Сва четворица су потом била предата окупатору и одведена у логор на Бањици, где су стрељани током маја 1943. године.[12][1]

### 28. фебруар
- У Београду немачки командујући генерал и командант у Србији генерал Паул Бадер издао упутство о мерама одмазде — за убијеног немачког или бугарског војника стрељати 50, а за рањеног 25 талаца; за убијено лице у служби окупаторских влати, убијене чланове српске владе, српске руководеће службенике и официре Српске државне страже и Српског добровољачког корпуса стрељати 10, а за рањене 5 талаца; за напад на објекте може се, према тежини случаја, стрељати до 100 талаца.[1]
- У Скопљу, делегат Централног комитета КПЈ и Врховног штаба НОВ и ПОЈ Светозар Вукмановић Темпо, који је у Скопље дошао 26. фебруара, одржао састанак са руководећим кадром Покрајинског комитета КПЈ за Македонију на коме је анализирана војно-политичка ситуација и рад на организовању оружане борбе на територији Македоније. Донети су закључци и сачињен план за даљи рад, саопштена одлука ЦК КПЈ о формирању Централног комитета КП Македоније и донета одлука о формирању пет Обласних комитета при ПК КПЈ за Македонију (први састанак ЦК КПМ одржан је 19. марта 1943. у Прилепу када је формирана Комунистичка партија Македоније). Након овог састанка, делегат ЦК КПЈ је упутио писмо партијским организацијама и члановима КПЈ у Македонији о начину отклањања слабости и потреби стварања јединства македонског народа у борби. Истовремено он је упутио директиву свим партизанским одредима у Македонији да појачају активност у борби против окупатора.[13][14]